# Zmeura de Aur pentru cel mai prost scenariu
Zmeura de Aur pentru cel mai prost scenariu (în engleză Golden Raspberry Award for Worst Screenplay) este un premiu acordat anual pentru cel mai prost scenariu al unui film lansat anul anterior. În continuare este prezentată o listă a nominalizărilor și a câștigătorilor.

## Anii 1980
- 1980 Can't Stop the Music, scenariu de Bronte Woodard și Allan Carr
  - A Change of Seasons, scenariu de Erich Segal, Ronni Kern și Fred Segal
  - Cruising, scenariu de William Friedkin
  - The Formula, scenariu de Steve Shagan
  - It's My Turn, scenariu de Eleanor Bergstein
  - Middle Age Crazy, scenariu de Carl Kleinschmidt
  - Raise the Titanic, scenariu de Adam Kennedy și Eric Hughes
  - Touched by Love, scenariu de Hesper Anderson
  - Windows, scenariu de Barry Siegel
  - Xanadu, scenariu de Richard C. Danus și Marc C. Rubel
- 1981 Mommie Dearest, scenariu de Frank Yablans, Frank Perry, Tracy Hotchner și Robert Getchell, după o carte de Christina Crawford
  - Endless Love, scenariu de Judith Rascoe, după un roman de Scott Spencer
  - Heaven's Gate, scenariu de Michael Cimino
  - S.O.B., scenariu de Blake Edwards
  - Tarzan, the Ape Man, scenariu de Tom Rowe și Gary Goddard, după personaje de Edgar Rice Burroughs
- 1982 Inchon, scenariu de Robin Moore și Laird Koenig
  - Annie, scenariu de Carol Sobieski, după o piesă de teatru de Thomas Meehan, după benzi desenate de Little Orphan Annie create de Harold Gray (nem.)
  - Butterfly, scenariu de John Goff și Matt Cimber, ecranizare de Matt Cimber, după un roman de James M. Cain
  - The Pirate Movie, scenariu de Trevor Farrant, pe baza unei operete de Gilbert and Sullivan - The Pirates of Penzance
  - Yes, Giorgio, scenariu de Norman Steinberg, după un roman de Annie Piper
- 1983 The Lonely Lady, scenariu de John Kershaw și Shawn Randall, adaptare de Ellen Shephard, după un roman de Harold Robbins
  - Flashdance, scenariu de Tom Hedley și Joe Eszterhas, povestire de Tom Hedley
  - Hercules, scenariu de Luigi Cozzi
  - Jaws 3-D, scenariu de Richard Matheson și Carl Gottlieb, povestire de Guerdon Trueblood, după un roman de Peter Benchley - Jaws
  - Two of a Kind, scenariu de John Herzfeld
- 1984 Bolero, scenariu de John Derek
  - Cannonball Run II, scenariu de Harvey Miller, Hal Needham și Albert S. Ruddy
  - Rhinestone, scenariu de Phil Alden Robinson și Sylvester Stallone, povestire de Phil Alden Robinson
  - Sheena, scenariu de David Newman și Lorenzo Semple, Jr., povestire de David Newman și Leslie Stevens, după benzi desenate de S.M. Eiger și Will Eisner (nem.)
  - Where the Boys Are '84, scenariu de Stu Krieger și Jeff Burkhart, după un roman de Glendon Swarthout
- 1985 Rambo: First Blood Part II, scenariu de Sylvester Stallone și James Cameron, povestire de Kevin Jarre, după personaje create de David Morrell
  - Fever Pitch, scenariu de Richard Brooks
  - Perfect, scenariu de Aaron Latham și James Bridges, bazat pe articole de Aaron Latham din revista Rolling Stone
  - Rocky IV, scenariu de Sylvester Stallone
  - Year of the Dragon, scenariu de Oliver Stone și Michael Cimino, după un roman de Robert Daley
- 1986 Howard the Duck, scenariu de Willard Huyck și Gloria Katz, după personaje  Marvel Comics create de Steve Gerber
  - Cobra, scenariu de Sylvester Stallone, după un roman  Fair Game de Paula Gosling
  - 9½ Weeks, scenariu de Patricia Louisiana Knop & Zalman King și Sarah Kernochan, după un roman de   Elizabeth McNeill
  - Shanghai Surprise, scenariu de John Kohn și Robert Bentley, după un roman de Faraday's Flowers și Tony Kenrick
  - Under the Cherry Moon, scenariu de Becky Johnston
- 1987 Leonard Part 6, scenariu de Jonathan Reynolds, povestire de Bill Cosby
  - Ishtar, scenariu de Elaine May
  - Jaws: The Revenge, scenariu de Michael deGuzma, după personaje create de Peter Benchley
  - Tough Guys Don't Dance, scenariu de Norman Mailer, după un roman de Norman Mailer
  - Who's That Girl, scenariu de Andrew Smith și Ken Finkleman, povestire de Andrew Smith
- 1988 Cocktail, scenariu de Heywood Gould, pe baza cărții sale
  - Hot to Trot, scenariu de Steven Neigher, Hugo Gilbert și Charlie Peters, povestire de Steven Neigher și Hugo Gilbert
  - Mac and Me, scenariu de Stewart Raffill și Steve Feke
  - Rambo III, scenariu de Sylvester Stallone și Sheldon Lettich, după personaje create de David Morrell
  - Willow, scenariu de Bob Dolman, povestire de George Lucas
- 1989 Harlem Nights, scenariu de Eddie Murphy
  - The Karate Kid, Part III, scenariu de Robert Mark Kamen, după personaje create de Robert Mark Kamen
  - Road House, scenariu de David Lee Henry și Hilary Henkin, povestire de David Lee Henry
  - Star Trek V: The Final Frontier, scenariu de David Loughery, povestire de William Shatner & Harve Bennett & David Loughery, după un serial TV creat de Gene Roddenberry
  - Tango & Cash, scenariu de Randy Feldman

## Anii 1990
- 1990 The Adventures of Ford Fairlane, scenariu de Daniel Waters, James Cappe & David Arnott, după personaje de Rex Weiner
  - The Bonfire of the Vanities, scenariu de Michael Cristofer, după un roman de Tom Wolfe
  - Ghosts Can't Do It, scenariu de John Derek
  - Graffiti Bridge, scenariu de Prince
  - Rocky V, scenariu de Sylvester Stallone
- 1991 Hudson Hawk, scenariu de Steven E. de Souza și Daniel Waters, povestire de Bruce Willis și Robert Kraft
  - Cool as Ice, scenariu de David Stenn
  - Dice Rules, scenariu de Andrew Dice Clay; "A Day in the Life" scenariu de Lenny Schulman, povestire de Clay
  - Nothing but Trouble, scenariu de Dan Aykroyd, povestire de Peter Aykroyd
  - Return to the Blue Lagoon, scenariu de Leslie Stevens, după  romanul  "The Garden of God" de Henry De Vere Stacpoole
- 1992 Stop! Or My Mom Will Shoot, scenariu de Blake Snyder, William Osborne & William Davies
  - The Bodyguard, scenariu de Lawrence Kasdan
  - Christopher Columbus: The Discovery, scenariu de John Briley și Cary Bates și Mario Puzo
  - Final Analysis, scenariu de Wesley Strick, povestire de Robert H. Berger, M.D. (consultant), and Wesley Strick
  - Shining Through, written for the screen by David Seltzer, după un roman de Susan Isaacs
- 1993 Indecent Proposal, scenariu de Amy Holden Jones, după un roman de Jack Engelhard
  - Body of Evidence, scenariu de Brad Mirman [listat ca "NU după un roman de Patricia Cornwell"]
  - Cliffhanger, scenariu de Michael France și Sylvester Stallone,  povestire pentru ecran de France, după o idee de John Long
  - Last Action Hero, scenariu de Shane Black & David Arnott, povestire de Zak Penn & Adam Leff
  - Sliver, scenariu de Joe Eszterhas, după un roman Ira Levin
- 1994 The Flintstones, scenariu de Tom S. Parker, Babaloo Mandel, Mitch Markowitz, Dava Savel, Brian Levant, Michael G. Wilson, Al Aidekman, Cindy Begel, Lloyd Garver, David Silverman, Stephen Sustarsic, Nancy Steen, Neil Thompson, Daniel Goldin, Joshua Goldin, Peter Martin Wortmann, Robert Conte, Jeff Reno, Ron Osborn, Bruce Cohen, Jason Hoffs, Kate Barker, Gary Ross, Rob Dames, Leonard Ripps, Fred Fox Jr., Lon Diamond, David Richardson, Roy Teicher, Richard Gurman, Michael J. Di Gaetano și Ruth Bennett, după un serial TV creat de William Hanna și Joseph Barbera (Steven E. de Souza și echipa Tom S. Parker & Jim Jennewein au fost singurii "câștigătorii" menționați în film; ceilalți 29 de beneficiari au scris cu toții diferite schițe și ciorne ale scenariului).  
  - Color of Night, scenariu de Matthew Chapman și Billy Ray, povestire de Ray
  - Milk Money, scenariu de John Mattson
  - North, scenariu de Alan Zweibel și Andrew Sheinman, după un roman de Zweibel
  - On Deadly Ground, scenariu de Ed Horowitz & Rubin Russin
- 1995 Showgirls, scenariu de Joe Eszterhas
  - Congo, scenariu de John Patrick Shanley, după un roman de Michael Crichton
  - It's Pat: The Movie, scenariu de Jim Emerson & Stephen Hibbert & Julia Sweeney, după personaje create de Sweeney
  - Jade, scenariu de Joe Eszterhas
  - The Scarlet Letter, scenariu de Douglas Day Stewart, adaptare liberă a unui roman de Nathaniel Hawthorne
- 1996 Striptease, scenariu de Andrew Bergman, după un roman de  Carl Hiaasen
  - Barb Wire, scenariu de Chuck Pfarrer și Ilene Chaiken, povestire de Chaiken, pe baza unor personaje Dark Horse
  - Ed, scenariu de David Mickey Evans, povestire de Ken Richards și Janus Cercone
  - The Island of Dr. Moreau, scenariu de Richard Stanley și Ron Hutchinson, după un roman de  H. G. Wells
  - The Stupids, scenariu de Brent Forrester, după o serie de cărți de  James Marshall și Harry Allard
- 1997 The Postman, scenariu de Eric Roth și Brian Helgeland, based on the book by David Brin
  - Anaconda, scenariu de Hans Bauer și Jim Cash & Jack Epps, Jr.
  - Batman & Robin, scenariu de Akiva Goldsman, după personaje DC Comics create de Bob Kane
  - The Lost World: Jurassic Park, scenariu de David Koepp, după un roman de Michael Crichton
  - Speed 2: Cruise Control, scenariu de Randall McCormick and Jeff Nathanson, povestire de Jan de Bont și McCormick, după personaje create de Graham Yost
- 1998 An Alan Smithee Film: Burn Hollywood Burn, scenariu de Joe Eszterhas
  - Armageddon, scenariu de Jonathan Hensleigh și J. J. Abrams, povestire de Robert Roy Pool și Jonathan Hensleigh, adaptarea de Tony Gilroy și Shane Salerno
  - The Avengers, scenariu de Don MacPherson, pe baza unui serial TV create de Sydney Newman
  - Godzilla, scenariu de Dean Devlin și Roland Emmerich, povestire de Ted Elliot, Terry Rossio, Dean Devlin and Roland Emmerich, pe baza personajului Godzilla creat de Toho
  - Spice World, scenariu de Kim Fuller, idee de Fuller și Spice Girls
- 1999 Wild Wild West, povestire de Jim Thomas & John Thomas, scenariu de S. S. Wilson, Brent Maddock, Jeffrey Price, Peter S. Seaman, bazat pe un serial TV creat de Michael Garrison
  - Big Daddy, scenariu de Steve Franks și Tim Herlihy & Adam Sandler
  - The Haunting, scenariu de David Self, după romanul The Haunting of Hill House de Shirley Jackson
  - The Mod Squad, scenariu de Stephen T. Kay & Scott Silver și Kate Lanier, pe baza unui serial TV creat de Bud Ruskin
  - Star Wars: Episode I – The Phantom Menace, scenariu de George Lucas

## Anii 2000
- 2000 Battlefield Earth, scenariu de Corey Mandell și J.D. Shapiro, după un roman de L. Ron Hubbard
  - Book of Shadows: Blair Witch 2, scenariu de Daniel Myrick, Eduardo Sánchez, Dick Beebe și Joe Berlinger
  - How the Grinch Stole Christmas, scenariu de Jeffrey Price și Peter S. Seaman, după o carte de Dr. Seuss
  - Little Nicky, scenariu de Tim Herlihy, Adam Sandler și Steven Brill
  - The Next Best Thing, scenariu de Tom Ropelewski
- 2001 Freddy Got Fingered, scenariu de Tom Green & Derek Harvie
  - Driven, scenariu de Sylvester Stallone, Jan Skrentny și Neal Tabachnick
  - Glitter, scenariu de Kate Lanier și  Cheryl L. West
  - Pearl Harbor, scenariu de Randall Wallace
  - 3000 Miles to Graceland, scenariu de Richard Recco și Demian Lichtenstein
- 2002 Star Wars: Episode II – Attack of the Clones, scenariu de George Lucas și  Jonathan Hales
  - The Adventures of Pluto Nash, scenariu de Neil Cuthbert
  - Crossroads, scenariu de Shonda Rhimes
  - Pinocchio, scenariu de Vincenzo Cerami și Roberto Benigni, după o carte de Carlo Collodi
  - Swept Away, scenariu de Guy Ritchie
- 2003 Gigli, scenariu de Martin Brest
  - The Cat in the Hat, scenariu de Alec Berg, David Mandel și Jeff Schaffer, după o carte de Dr. Seuss
  - Charlie's Angels: Full Throttle, scenariu de John August și Marianne Wibberley & Cormac Wibberley
  - Dumb and Dumberer: When Harry Met Lloyd, scenariu de Robert Brener și Troy Miller, pe baza unor personaje create de Peter Farrelly, Bennett Yellin și Bobby Farrelly
  - From Justin to Kelly, scenariu de Kim Fuller
- 2004 Catwoman, scenariu de Theresa Rebeck și John Brancato & Michael Ferris și John Rogers
  - Alexander, scenariu de Oliver Stone, Christopher Kyle și Laeta Kalogridis
  - Superbabies: Baby Geniuses 2, povestire de Steven Paul, scenariu de Gregory Poppen
  - Surviving Christmas, scenariu de Deborah Kaplan & Harry Elfont și Jeffrey Ventimilia & Joshua Sternin
  - White Chicks, scenariu de Keenen Ivory & Shawn & Marlon Wayans și Andy McElfresh, Michael Anthony Snowden și Xavier Cook
- 2005 Dirty Love, scenariu de Jenny McCarthy
  - Bewitched, scenariu de Nora Ephron, Delia Ephron și Adam McKay, bazat pe un serial TV creat de Sol Saks
  - Deuce Bigalow: European Gigolo, scenariu de Rob Schneider, David Garrett și Jason Ward
  - The Dukes of Hazzard, scenariu de John O'Brien, bazat pe un serial TV creat de Gy Waldron
  - Son of the Mask, scenariu de Lance Khazei
- 2006 Basic Instinct 2, scenariu de Leora Barish și Henry Bean, după personaje create de Joe Eszterhas
  - BloodRayne, scenariu de Guinevere Turner, bazat pe un joc video
  - Lady in the Water, scenariu de M. Night Shyamalan
  - Little Man, scenariu de Keenen Ivory Wayans, Marlon Wayans și Shawn Wayans
  - The Wicker Man, adaptare de Neil LaBute după un scenariu inițial de Anthony Shaffer
- 2007 I Know Who Killed Me, scenariu de Jeffrey Hammond
  - Daddy Day Camp, scenariu de Geoff Rodkey, David J. Stem & David N. Weiss
  - Epic Movie, scenariu de Jason Friedberg & Aaron Seltzer
  - I Now Pronounce You Chuck and Larry, scenariu de Barry Fanaro, Alexander Payne & Jim Taylor
  - Norbit, scenariu de Eddie Murphy & Charlie Murphy și Jay Sherick & David Ronn
- 2008 The Love Guru, scenariu de Mike Myers & Graham Gordy
  - Disaster Movie și  Meet the Spartans (jointly), scenariu de Jason Friedberg & Aaron Seltzer
  - The Happening, scenariu de M. Night Shyamalan
  - The Hottie & the Nottie, scenariu de Heidi Ferrer
  - In the Name of the King, scenariu de Doug Taylor
- 2009 Transformers: Revenge of the Fallen, scenariu de Ehren Kruger, Alex Kurtzman și Roberto Orci, bazat pe figurine de acțiune Transformers create de Hasbro 
  - All About Steve, scenariu de Kim Barker
  - G.I. Joe: The Rise of Cobra, scenariu de Stuart Beattie, David Elliot și Paul Lovett, bazat pe personaje Hasbro - G.I. Joe
  - Land of the Lost, scenariu de Chris Henchy și Dennis McNicholas, bazat pe un serial TV creat de Sid și Marty Krofft
  - The Twilight Saga: New Moon, scenariu de Melissa Rosenberg, bazat pe un roman de Stephenie Meyer

## Anii 2010
- 2010 The Last Airbender - scenariu de M. Night Shyamalan, pe baza unui  serial TV creat de Michael Dante DiMartino și Bryan Konietzko
  - Little Fockers - scenariu de John Hamburg și Larry Stuckey, bazat pe personaje create Greg Glienna și Mary Ruth Clarke
  - Sex and the City 2 - scenariu de Michael Patrick King, pe baza unui serial TV creat de Darren Star
  - The Twilight Saga: Eclipse - scenariu de Melissa Rosenberg, pe baza unui roman de Stephenie Meyer
  - Vampires Suck - scenariu de Jason Friedberg și Aaron Seltzer

- 2011 Jack and Jill - scenariu de Steve Koren și Adam Sandler, povestire de Ben Zook
  - Bucky Larson: Born to Be a Star - scenariu de Adam Sandler, Allen Covert și Nick Swardson
  - New Year's Eve - scenariu de Katherine Fugate
  - Transformers: Dark of the Moon - scenariu de Ehren Kruger, bazat pe figurine Hasbro -  "Transformers"
  - The Twilight Saga: Breaking Dawn – Part 1 - scenariu de Melissa Rosenberg, bazat pe un roman de Stephenie Meyer

- 2012 That's My Boy - scenariu de David Caspe
  - Atlas Shrugged: Part II - scenariu de Duke Sandefur, Brian Patrick O'Toole și Duncan Scott, bazat pe un roman de Ayn Rand
  - Battleship - scenariu de Jon și Erich Hoeber, bazat pe un joc de societate (boardgame) produs de  Hasbro
  - A Thousand Words - scenariu de Steve Koren
  - The Twilight Saga: Breaking Dawn – Part 2 - scenariu de Melissa Rosenberg și Stephenie Meyer, bazat pe un roman de Meyer

- 2013 Movie 43 - scenariu realizat de nenumărați scenariști
  - After Earth - scenariu de M. Night Shyamalan și Gary Whitta, povestire de Will Smith
  - Grown Ups 2 - scenariu de Adam Sandler, Tim Herlihy și Fred Wolf
  - The Lone Ranger - scenariu de Justin Haythe, Ted Elliott și Terry Rossio, povestire de Ted Elliott, Terry Rossio și Justin Haythe, bazat pe personajul fictiv Lone Ranger de Fran Striker și George W. Trendle
  - A Madea Christmas - scenariu de Tyler Perry

- 2014 Saving Christmas - scenariu de Darren Doane și Cheston Hervey [1]
  - Left Behind - scenariu de Paul LaLonde și John Patus, bazat pe un roman de Tim LaHaye și Jerry B. Jenkins
  - Sex Tape - scenariu de Kate Angelo, Jason Segel și Nicholas Stoller, povestire de Kate Angelo
  - Teenage Mutant Ninja Turtles - scenariu de Evan Daugherty, Andre Nemec și Josh Appelbaum, bazat pe personaje create de Peter Laird și Kevin Eastman
  - Transformers: Age of Extinction - scenariu de Ehren Kruger, bazat pe figurine de acțiunele Hasbro - "Transformers"

- 2015 Cincizeci de umbre ale lui Grey[2] - scenariu de Kelly Marcel, bazat pe un roman de E. L. James
  - Fantastic Four - scenariu de Jeremy Slater, Simon Kinberg și Josh Trank, bazat pe personaje Marvel Comics create de Stan Lee și Jack Kirby
  - Jupiter Ascending - scenariu de The Wachowskis
  - Paul Blart: Mall Cop 2 - scenariu de Nick Bakay și Kevin James
  - Pixels: O aventură digitală - scenariu de Tim Herlihy și Timothy Dowling, povestire de Tim Herlihy, bazat pe un film de scurtmetraj de Patrick Jean

- 2016 Batman v Superman: Dawn of Justice - scenariu de Chris Terrio și David S. Goyer, bazat pe personaje create de DC Comics
  - Dirty Grandpa - scenariu de John M. Phillips
  - Gods of Egypt - scenariu de Matt Sazama și Burk Sharpless
  - Hillary's America: The Secret History of the Democratic Party - scenariu de Dinesh D'Souza și Bruce Schooley
  - Independence Day: Resurgence - scenariu de Nicolas Wright, James A. Woods, Dean Devlin, Roland Emmerich și James Vanderbilt, poveste de Dean Devlin, Roland Emmerich, Nicolas Wright și James A. Woods
  - Suicide Squad - scenariu de David Ayer, bazat pe personaje create de DC Comics

- 2017 The Emoji Movie[3] - scenariu de Tony Leondis, Eric Siegel și Mike White, poveste de Tony Leondis și Eric Siegel
  - Baywatch - scenariu de Mark Swift și Damian Shannon, poveste de Jay Scherick, David Ronn, Thomas Lennon și Robert Ben Garant, bazat pe personaje din serialul TV creat de Michael Berk, Douglas Schwartz și Gregory J. Bonann
  - Fifty Shades Darker - scenariu de Niall Leonard, bazat pe romanul de E. L. James
  - The Mummy - scenariu de David Koepp, Christopher McQuarrie și Dylan Kussman, poveste de Jon Spaihts, Alex Kurtzman și Jenny Lumet, bazat pe franciza The Mummy
  - Transformers: The Last Knight - scenariu de Art Marcum, Matt Holloway și Ken Nolan, poveste de Akiva Goldsman, Art Marcum, Matt Holloway și Ken Nolan, bazat pe jucăriile "Transformers" produse de Hasbro

- 2018 Fifty Shades Freed - scenariu de Niall Leonard, bazat pe romanul de E. L. James
  - Death of a Nation - scenariu de Dinesh D'Souza și Bruce Schooley, bazat pe The Big Lie și Death of a Nation de Dinesh D'Souza
  - Gotti - scenariu de Lem Dobbs și Leo Rossi
  - The Happytime Murders - scenariu de Todd Berger, poveste de Todd Berger și Dee Austin Robertson
  - Winchester - scenariu de Tom Vaughan și The Spierig Brothers

- 2019 Cats – scenariu de Lee Hall și Tom Hooper; bazat pe musicalul de Andrew Lloyd Webber, care la rândul său e bazat pe Old Possum's Book of Practical Cats de T. S. Eliot
  - The Haunting of Sharon Tate – scenariu de Daniel Farrands
  - Hellboy – scenariu de Andrew Cosby; bazat pe personajul Dark Horse Comics de Mike Mignola
  - A Madea Family Funeral – scenariu de Tyler Perry
  - Rambo: Last Blood – scenariu de Matthew Cirulnick și Sylvester Stallone; bazat pe personajul creat de David Morrell

## Anii 2020
- 2020 - 365 Days[4] - scenariu de Tomasz Klimala, Barbara Bialowas, Tomasz Mandes și Blanka Lipinska; bazat pe romanul de Blanka Lipinska
  - Corona Zombies, Barbie & Kendra Save the Tiger King și Barbie & Kendra Storm Area 51 - scenariu de Kent Roudebush, Silvia St. Croix și Billy Butler
  - Dolittle - scenariu de Stephen Gaghan, Dan Gregor și Doug Mand, poveste de Thomas Shepherd; bazat pe o serie de cărți de Hugh Lofting
  - Fantasy Island - scenariu de Jeff Wadlow, Chris Roach și Jillian Jacobs; bazat pe serialul TV creat de Gene Levitt
  - Hillbilly Elegy - scenariu de Vanessa Taylor, bazat pe cartea de J. D. Vance

- 2021 - Diana the Musical – scenariu de Joe DiPietro; muzică și versuri de David Bryan și DiPietro
  - Karen – scenariu de "Coke" Daniels
  - The Misfits – scenariu de Robert Henny și Kurt Wimmer; poveste de Robert Henny
  - Twist – scenariu de Sally Collett și John Wrathall
  - The Woman in the Window – scenariu de Tracy Letts, bazat pe romanul de A. J. Finn

- 2022 - Blonde – scenariu de Andrew Dominik; bazat pe romanul omonim de Joyce Carol Oates
  - Disney's Pinocchio – scenariu de Robert Zemeckis și Chris Weitz; bazat pe filmul animat Disney din 1940 și pe romanul The Adventures of Pinocchio de Carlo Collodi
  - Good Mourning – scenariu de Machine Gun Kelly și Mod Sun
  - Jurassic World Dominion – scenariu de Emily Carmichael și Colin Trevorrow; poveste de Colin Trevorrow și Derek Connolly
  - Morbius – scenariu de Matt Sazama și Burk Sharpless

- 2023 - Winnie-the-Pooh: Blood and Honey – scenariu de Rhys Frake-Waterfield; "bazat" pe Winnie-the-Pooh de A.A. Milne
  - The Exorcist: Believer – scenariu de David Gordon Green și Peter Sattler; poveste de Scott Teems, Danny McBride și David Gordon Green
  - Expend4bles – scenariu de Kurt Wimmer, Tad Daggerhart și Max D. Adams; poveste de Spenser Cohen, Kurt Wimmer, și Tad Daggerhart
  - Indiana Jones and the Dial of Destiny – scenariu de Jez Butterworth, John-Henry Butterworth, David Koepp și James Mangold; bazat pe franciza lui George Lucas și Philip Kaufman
  - Shazam! Fury of the Gods – scenariu de Henry Gayden și Chris Morgan

- 2024 - Madame Web – scenariu de Matt Sazama, Burk Sharpless, Claire Parker și S. J. Clarkson; poveste de Kerem Sanga, Matt Sazama și Burk Sharpless (bazat pe personaje Marvel Comics)
  - Joker: Folie à Deux – scenariu de Scott Silver și Todd Phillips (bazat pe personaje DC Comics)
  - Kraven the Hunter – scenariu de Art Marcum, Matt Holloway și Richard Wenk; poveste de Richard Wenk (bazat pe personaje Marvel Comics)
  - Megalopolis – scenariu de Francis Ford Coppola
  - Reagan – scenariu de Howard Klausner (bazat pe cartea The Crusader: Ronald Reagan and the Fall of Communism de Paul Kengor)

## Legături externe
- Golden Raspberry official website
- Razzie Awards page on the Internet Movie Database